# Acridophagus paganicus
Acridophagus paganicus är en tvåvingeart som först beskrevs av White 1916.  Acridophagus paganicus ingår i släktet Acridophagus och familjen svävflugor. Inga underarter finns listade i Catalogue of Life.